# دانشگاه دانش و فناوری وروتسواف
دانشگاه دانش و فناوری وروتسواف (به لهستانی: Politechnika Wrocławska)، پیش‌تر بنیان‌گذاری شده به آلمانی: Technische Hochschule Breslau) دانشگاه فناوری در وروتسواف لهستان است. ساختمان‌ها و زیرساخت‌های دانشگاه در سطح شهر پخش شده‌است و امکانات اصلی در کانون مرکزی در نزدیکی پلاک گرونوالدزکی، کنار رودخانه اودر است. این اداره سه شعبه منطقه ای در جلنیا گورا، لگنیکا و وابرزیخ دارد. هافینگتون پست دانشگاه وروتسواف را در میان ۱۵ دانشگاه‌های جهان در رده‌بندی زیباترین دانشگاه‌های دنیا قرار داد.

## پیشینه
Technische Hochschule Breslau در سال ۱۹۱۰ با همکاری دانشمندان و مهندسان آلمانی و با پشتیبانی امپراتور ویلهلم دوم بنیان گذاشته شد. دانشگاه برای موفقیت‌ها، نوآوری‌ها و اختراع‌هایش برجسته بود.

## دانشکده‌ها
این دانشگاه تحصیلات خود را در ۱۳ دانشکده ارائه می‌دهد:

### دانشکده معماری
- معماری و طراحی شهری
- طراحی محیطی

### دانشکده مهندسی عمران
- مهندسی عمران

### دانشکده شیمی
- بیوتکنولوژی
- شیمی
- مهندسی شیمی و فرایند
- علوم و مهندسی مواد
- فناوری شیمیایی

### دانشکده الکترونیک
- مهندسی کنترل و رباتیک
- الکترونیک
- مخابرات
- تله‌اینفورماتیک

### دانشکده مهندسی برق
- مهندسی کنترل و رباتیک
- مهندسی برق
- مکاترونیک

### دانشکده مهندسی معدن و زمین‌شناسی
- معدن و زمین‌شناسی
- ژئودزی و نقشه‌برداری

### دانشکده مهندسی محیط زیست
- مهندسی محیط زیست
- حفاظت از محیط زیست

### دانشکده علوم کامپیوتر و مدیریت
- دانش کامپیوتر
- مدیریت
- مهندسی سیستم‌ها

### دانشکده مهندسی مکانیک و نیرو
- مهندسی مکانیک و ماشین‌سازی
- مهندسی انرژی
- مهندسی هوا فضا
- منابع انرژی تجدیدپذیر

### دانشکده مهندسی مکانیک
- مهندسی کنترل و رباتیک
- مهندسی مکانیک
- حمل و نقل
- مهندسی و مدیریت تولید
- مکاترونیک
- مهندسی پزشکی

### دانشکده مشکلات اساسی فناوری
- فیزیک
- فیزیک مهندسی
- علوم کامپیوتر
- مهندسی پزشکی
- اپتیک
- فیزیک کوانتوم

### دانشکده الکترونیک و فوتونیک میکروسیستم
- الکترونیک و مخابرات
- مکاترونیک

### دانشکده ریاضیات محض و کاربردی
- ریاضیات
- ریاضیات کاربردی

## پژوهش
۱۲۱۹۵ مقاله در نشریه‌های نمایه شده ISI Master Journal.
۱۱۳۴۵ مقاله در نشریه‌های نمایه شده JCRI.
۵۴۹۵ اختراع ثبت شده.

## نگارخانه

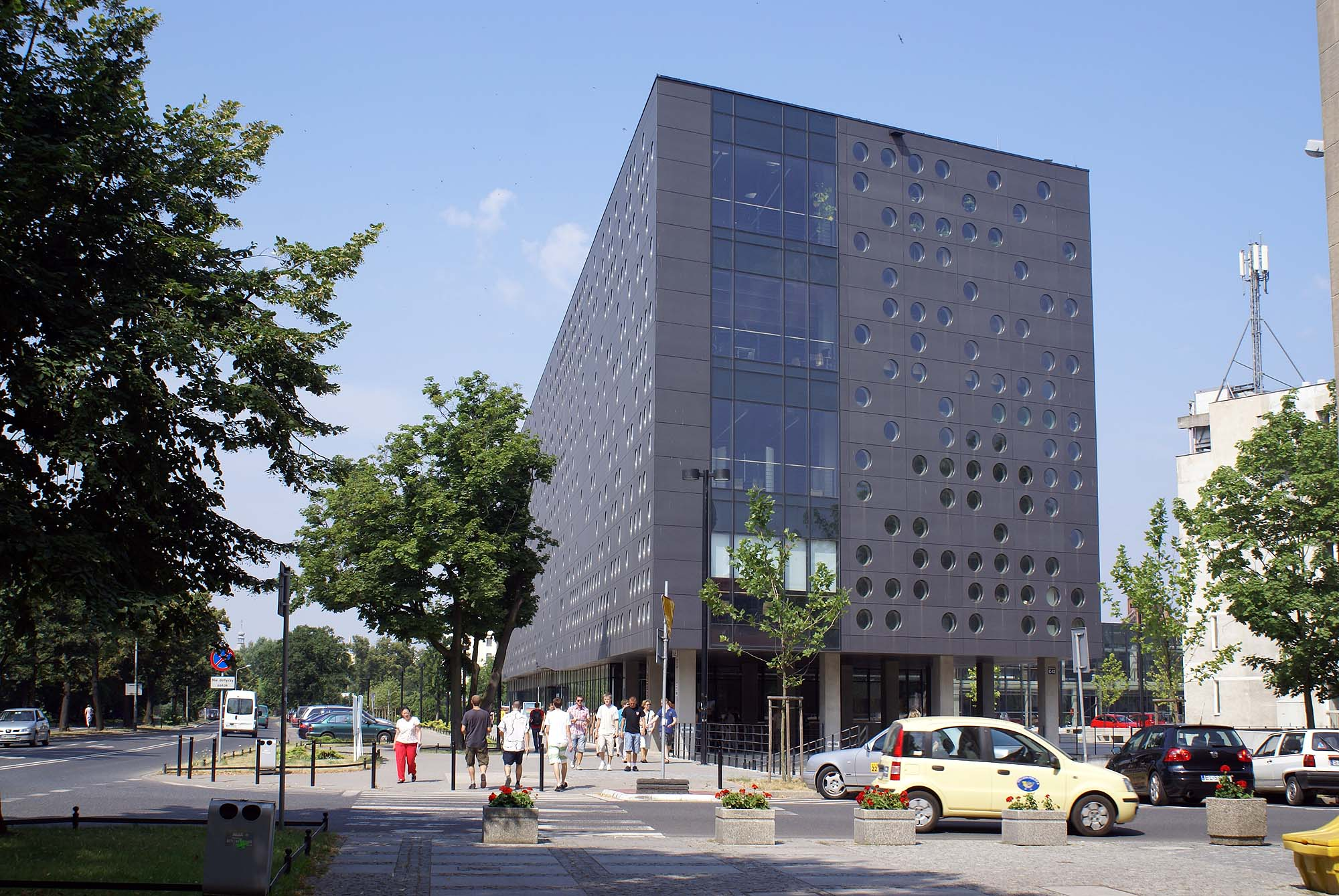
ساختمان C13.
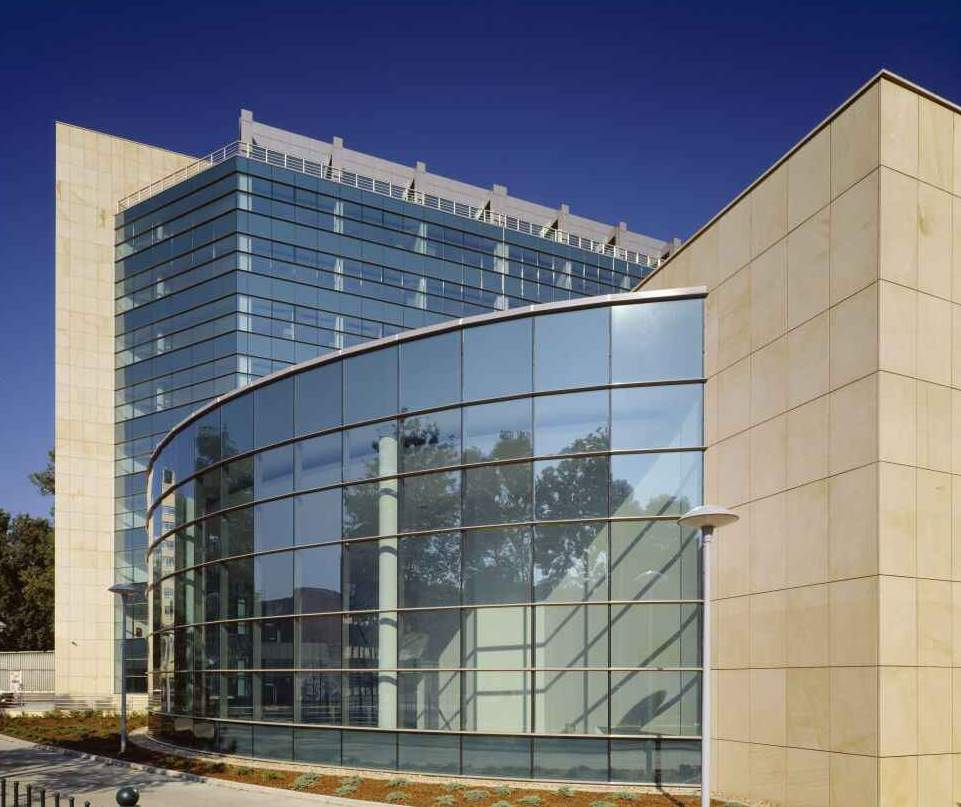
ساختمان D20 - دانشکده مهندسی برق.
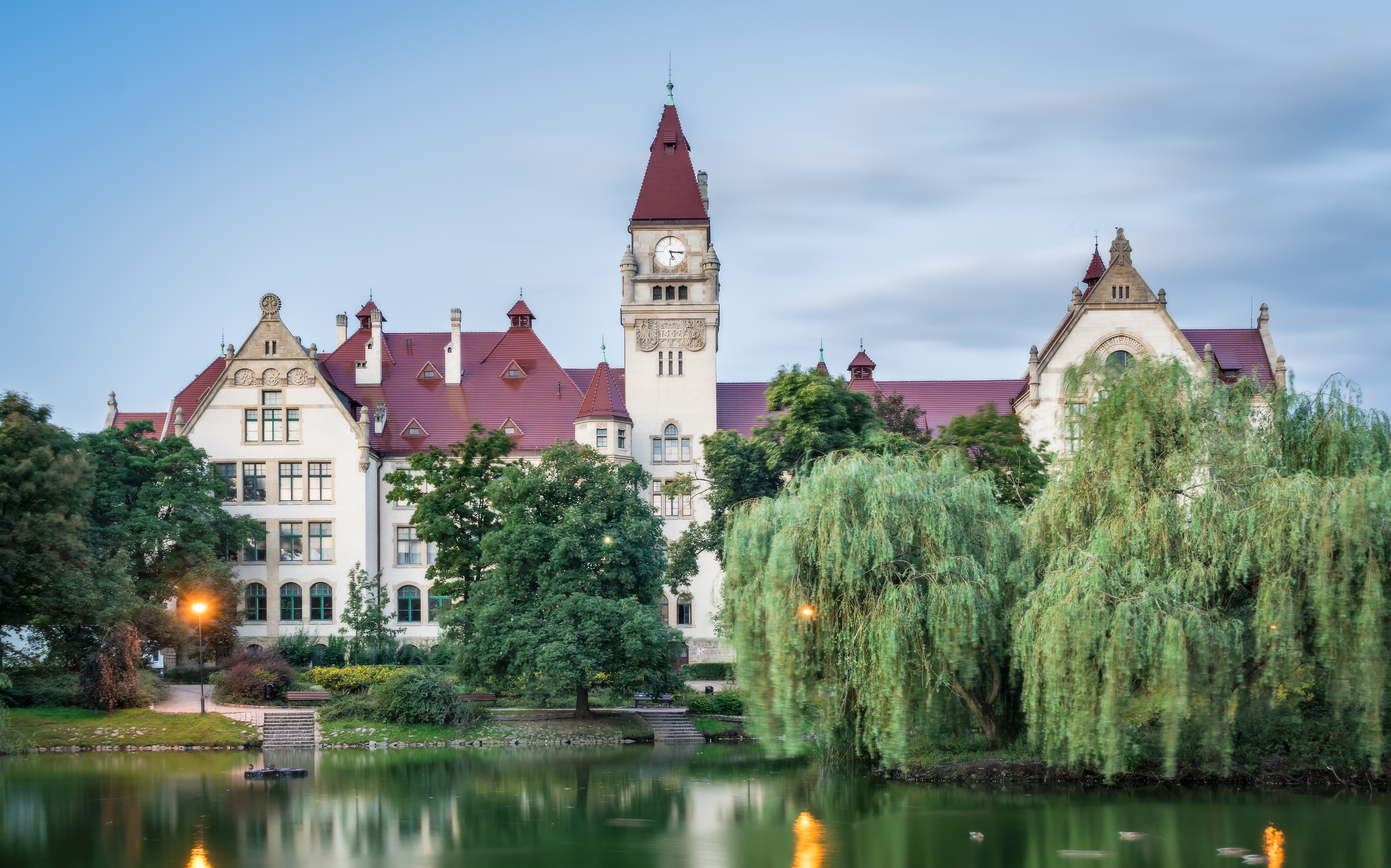
ساختمان E1 - دانشکده معماری.
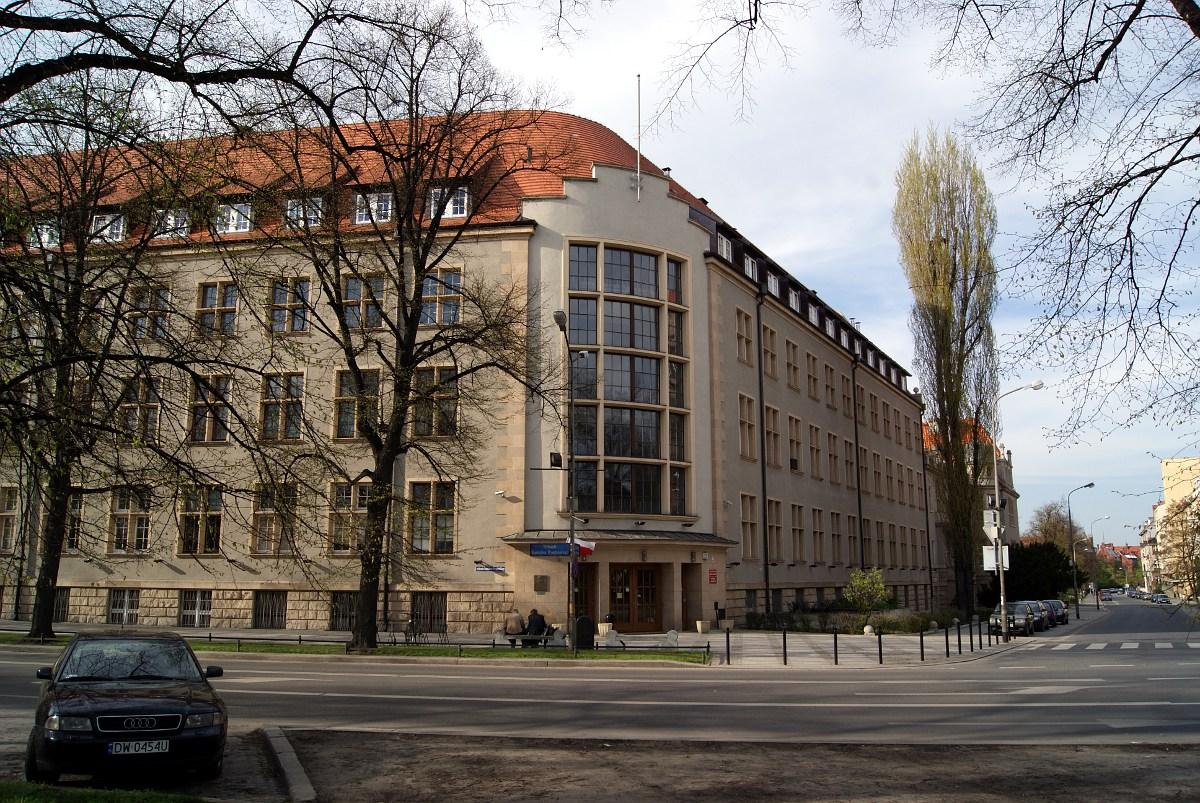
ساختمان A2 - دانشکده شیمی.
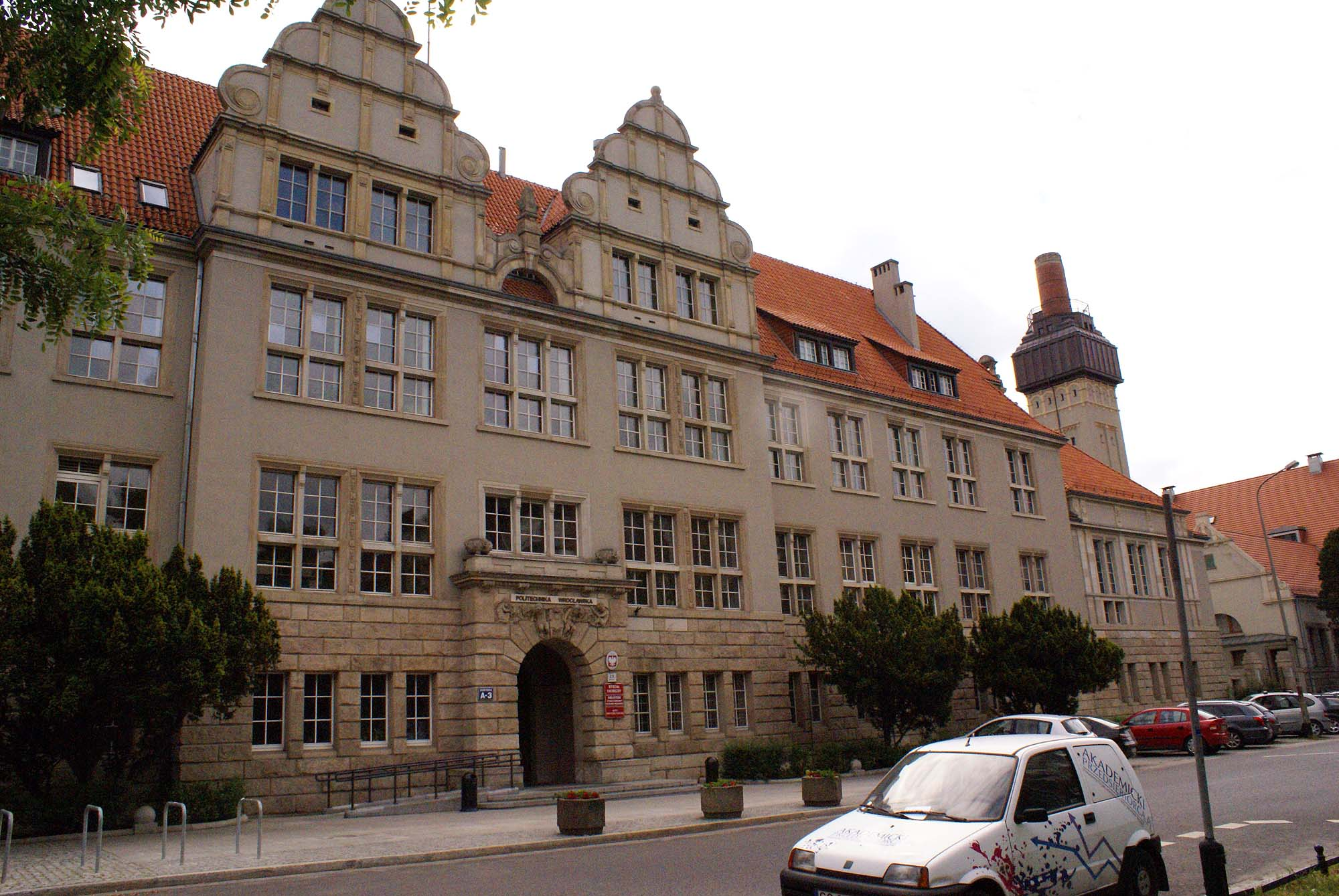
دانشکده مکانیک